# ایزدمرغ شیپوری
ایزدمرغ شیپوری (نام علمی: Phonygammus keraudrenii) نام یک گونه از سرده ایزدمرغ است.